# Homoródkarácsonyfalva
Homoródkarácsonyfalva (románul Crăciunel, németül Krötschendorf) falu Romániában, Hargita megyében. Közigazgatásilag Oklándhoz tartozik.

## Fekvése, megközelíthetősége
Homoródkarácsonyfalva Hargita megyében található, Székelyudvarhelytől alig 21 kilométerre délkeletre, a Kis-Homoród völgyében fekszik.
Megközelíthető az alábbi útvonalakon:
- 1. sz. útvonal:

Budapesttől 670 km-re található, közúton személygépkocsival közelíthető meg legkönnyebben. Magyarországról (M3 autópálya vagy 4-es sz. főút, 42. sz. főút, E60) a Nagyvárad (Oradea), (1. sz. főút, E60) Kolozsvár (Cluj- Napoca), Torda (Turda) (15. sz. főút, E0), Marosvásárhely (Tirgu Mures) (13-as számú főút, E60) útirányt kell követnünk Balavásárig (Balauseri). Balavásár elején Szováta (Sovata), irányába kell letérni Székelyudvarhelyig (Odorheiu Secuiesc) (13A. sz. főút). Onnan 137. sz. útról, a Segesvár felé vezető főútról Felsőbodogfalva (Feliceni) elején balra kanyarodunk le a 131. sz. útra. Gyönyörű székely falvakon vezet utunk tovább és hamarosan Oklánd (Ocland) előtt balra kanyarodva  meg is érkezünk Homoródkarácsonyfalvára.
- 2. sz. útvonal

Székelyudvarhelyről az 1. sz. útvonal mellett eljuthatunk a Hargita-hegységen keresztül is. A 13A sz. főúton indulunk Csíkszereda felé. Szentegyházánál (Vlahita) (21 km) jobbra kanyarodva a 132. sz. úton Lövéte (Leuta), Homoródalmás (Meresti) útvonalon érjük el Homoródkarácsonyfalvát (Összesen 42 km).
- 3. sz. útvonal

Csíkszeredából a 13A főúton indulunk Székelyudvarhely (Odorhei Secuiesc) felé. Szentegyházánál (Vlahita) (27 km) jobbra kanyarodva a 132. sz. úton Lövéte (Leuta), Homoródalmás (Meresti) útvonalon érjük el Homoródkarácsonyfalvát (Összesen 48 km).
- 4-5. sz. útvonal

Segesvárról a 13. sz. főúton (E 60) Marosvásárhely (Tirgu Mures) felé indulunk, 28 km után Balavásárnál kell jobbra kanyarodni a 13A sz. útra, innen lásd 1. sz. útvonal utolsó része Balavásártól 104 km Homoródkarácsonyfalva (összesen 132 km).
- a 13. sz. főúton (E60) Brassó (Brasov) felé indulunk a 13. sz. főúton. Héjjasfalva (Vinatori, 10 km) előtt a 137 sz. útra kanyarodunk Székelyudvarhelyig (Odorheiu Secuiesc). Onnan Felsőbodogfalvánál (Feliceni, jobbra kanyarodunk le. Gyönyörű székely falvakon vezet utunk tovább és hamarosan Oklánd (Ocland) előtt balra kanyarodva  meg is érkezünk Homoródkarácsonyfalvára (Craciunel).
- 6-7. sz. útvonal

Sepsiszentgyörgy felől a 12. sz. főúton indulunk Csíkszereda (Mercurea Ciuc) felé.
- Málnásnál (Malnas) (17 km) balra kanyarodva a 122. sz. útra a Barót (Baraolt), 131. sz. úton Olasztelek (Talisoara), Vargyas (Virghis), Oklánd (Ocland) útvonalon érjük el Homoródkarácsonyfalvát (összesen 47 km).
- Sepsiszentgyörgyből Csíkszeredába (Miercurea Ciuc) megyünk (68 km), innen a 3. sz. útvonalon Homoródkarácsonyfalvára jutunk.
Figyelem! A 131. sz. út Homoródszentpál utáni szakasza, valamint a 132. sz. út Lövéte előtti szakasza az út állapot hirtelen megváltozása miatt balesetveszélyes!

## Nevének eredete
Nevét onnan kapta, hogy olyan személy birtoka volt, aki karácsonykor született, ezért ezt a nevet viselte.

## Története
1334-ben említik először Karasun néven. Kiemelkedő dombon áll védőfallal övezett unitárius temploma. Román kori szentélye máig fennmaradt, 1495-96-ban bővítették, ekkor épült tornya is. Kazettás mennyezete a 18. század első felében készült. A 18. században emberáldozatot is követelő harc folyt a templom birtoklásáért a katolikusok és az unitáriusok között, végül a katolikusok 1783-ban külön templomot építettek maguknak.
Görögkatolikus temploma 1880-ban épült, de kevés híve volt.  1910-ben 1006 magyar lakosa volt.
A trianoni békeszerződésig Udvarhely vármegye Homoródi járásához tartozott.
1992-ben 526 lakosából 2 román kivételével mind magyarok.
A falu déli bejáratától jobbra emelkedő Dongó-hegynél sós vízű forrás
vize tört fel, melyre a 20. század elején fürdőtelep épült, de az 1930-as évekre rombadőlt. 1954-ben felújították, azóta ismét tönkrement.

## Látnivalók

### Unitárius templom

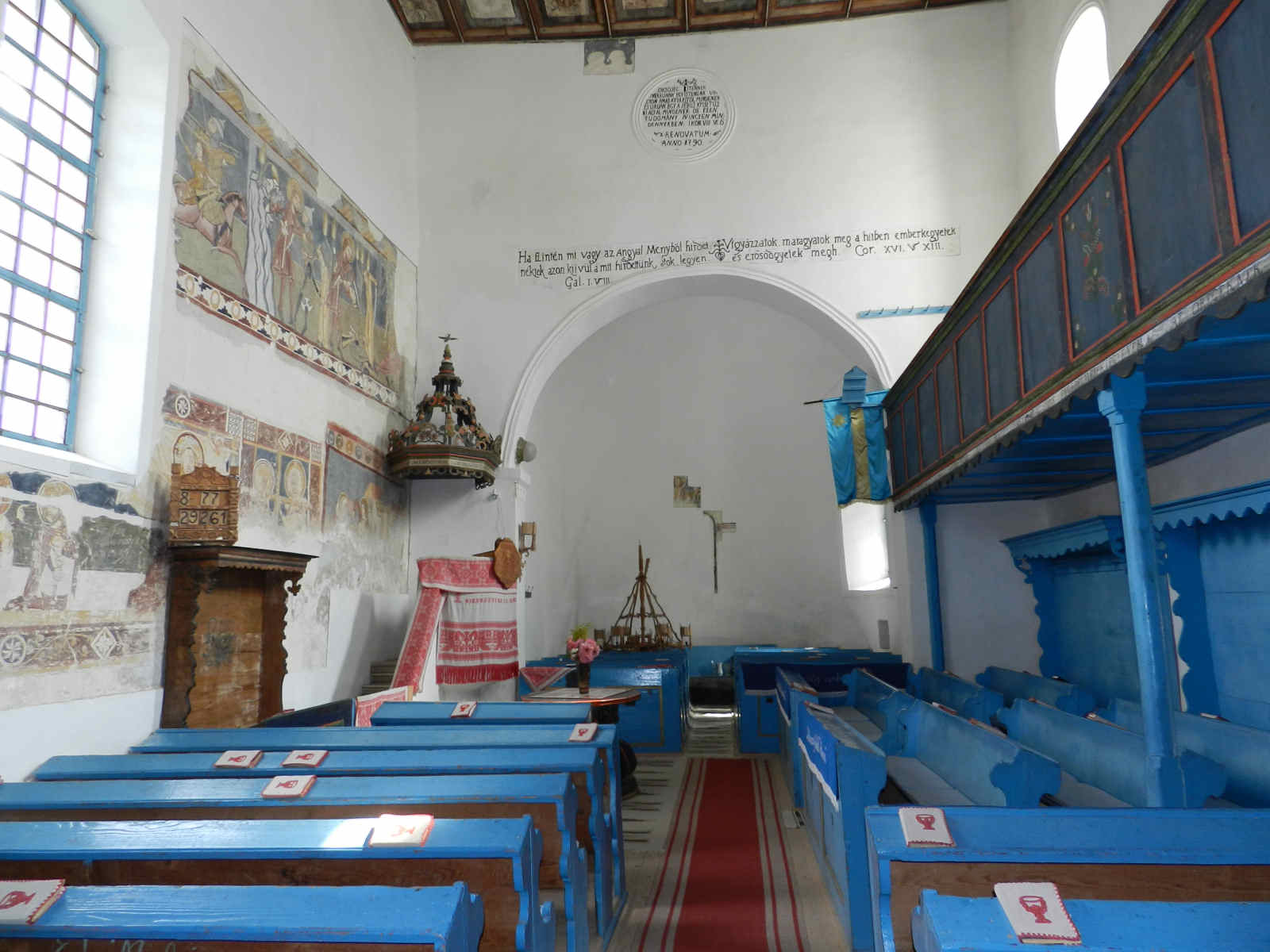
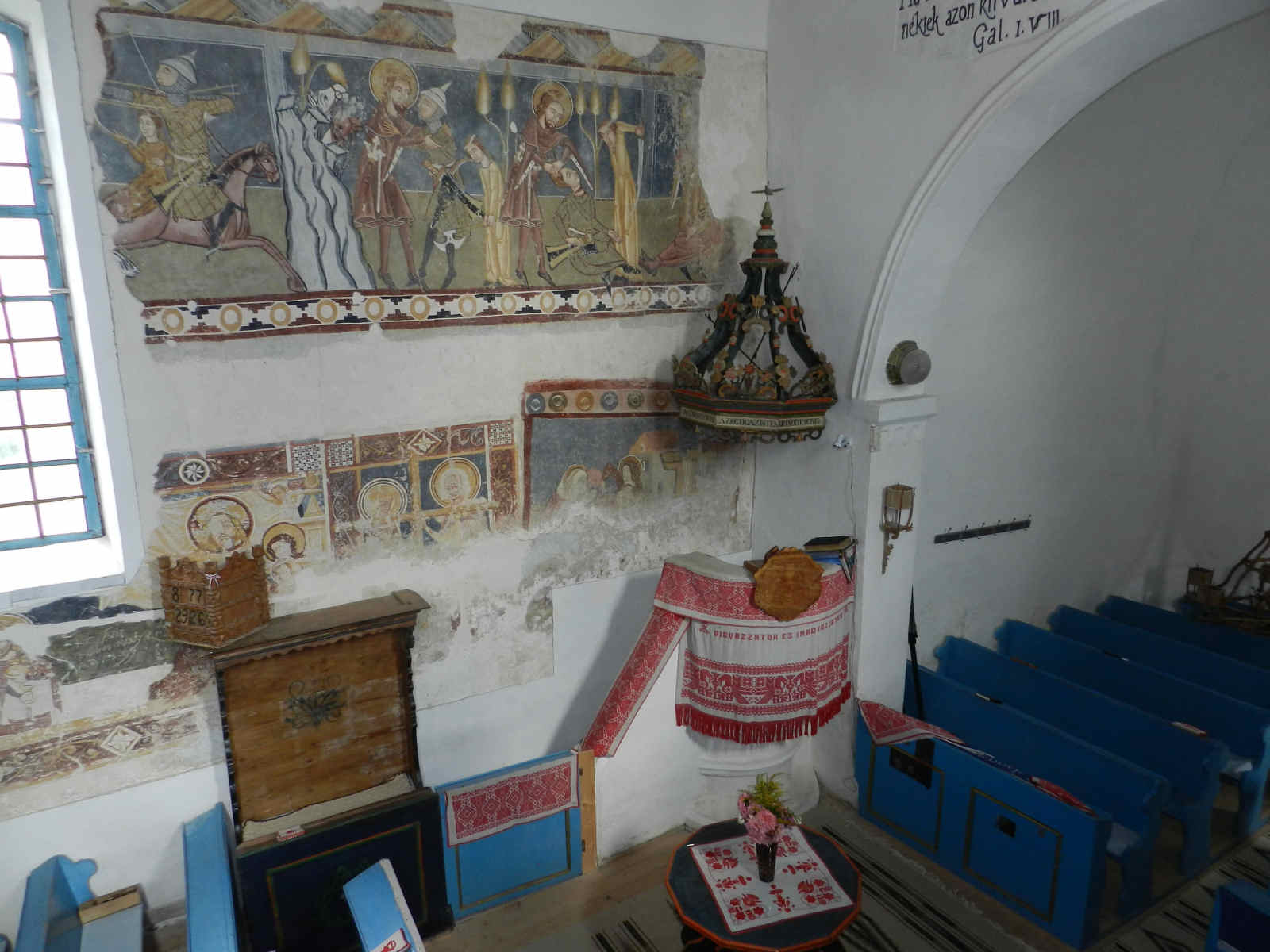
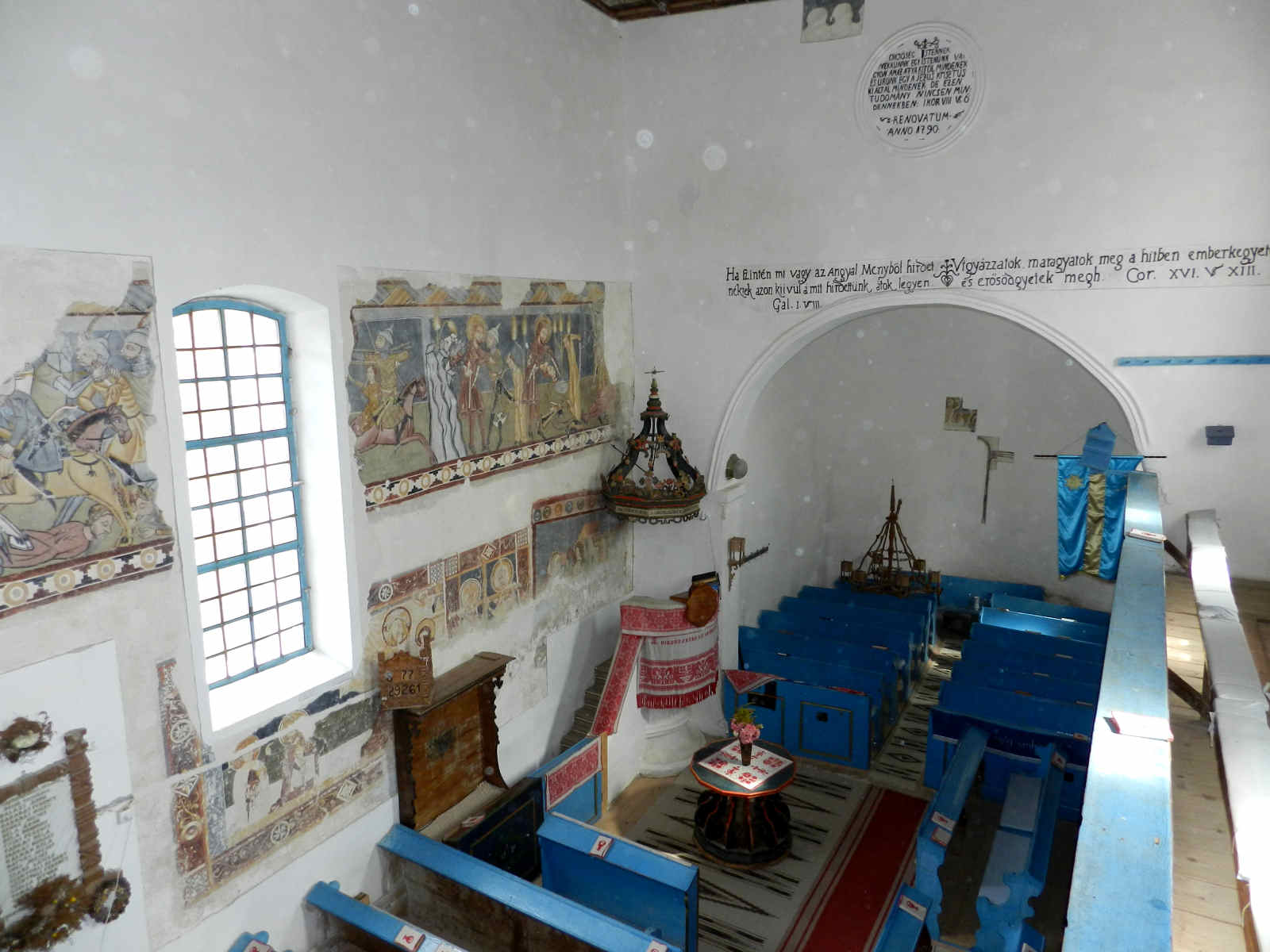
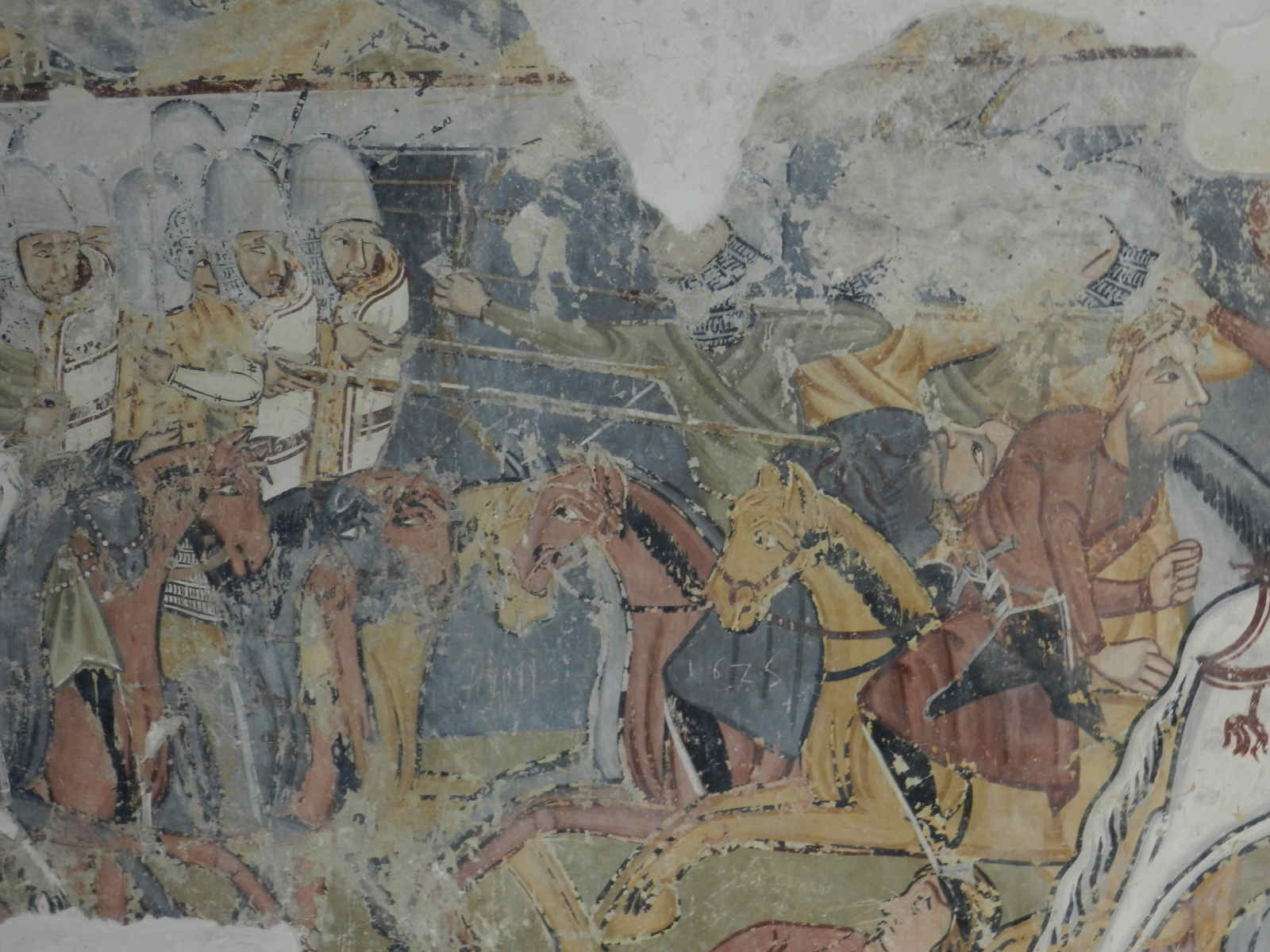
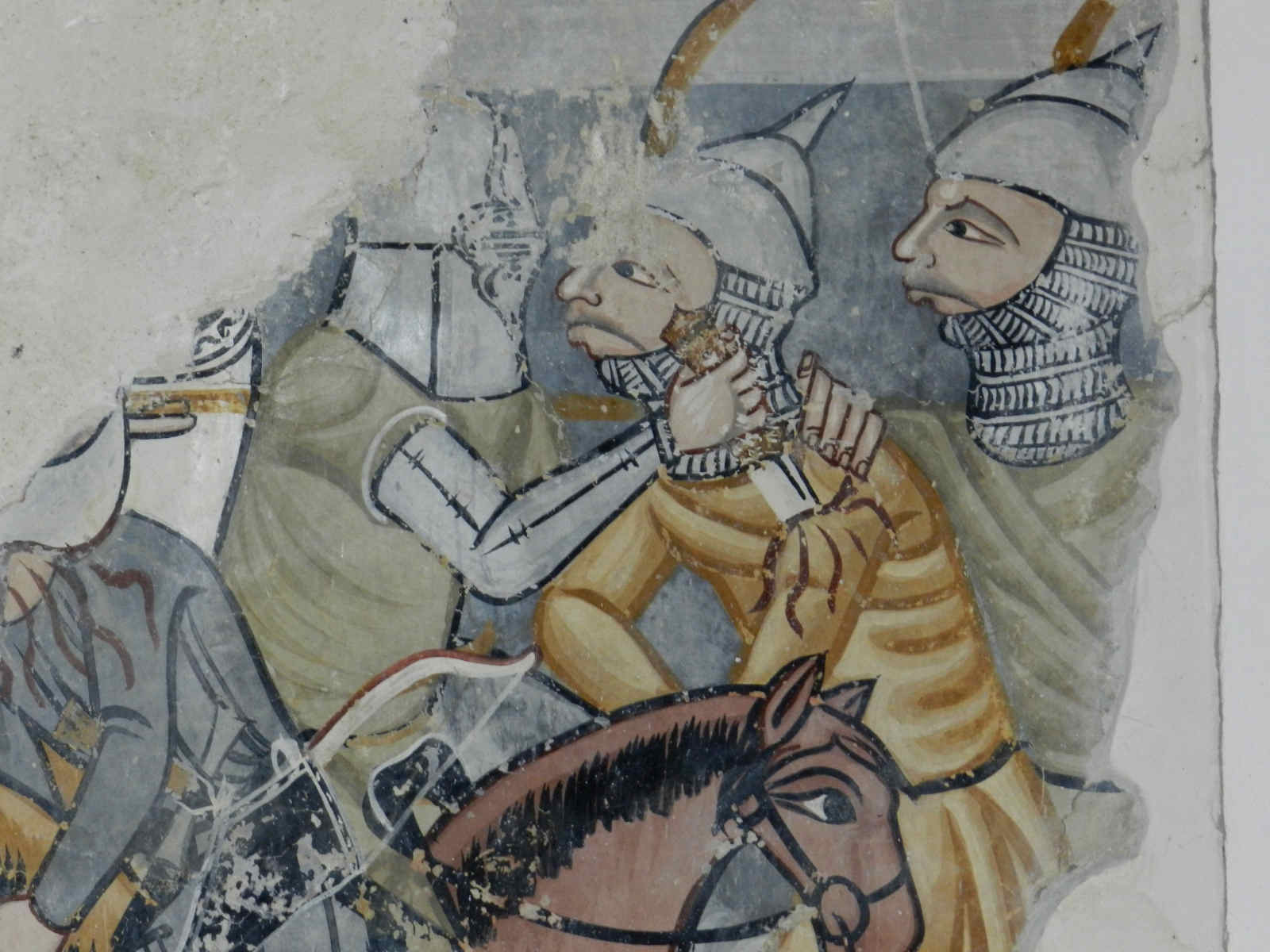
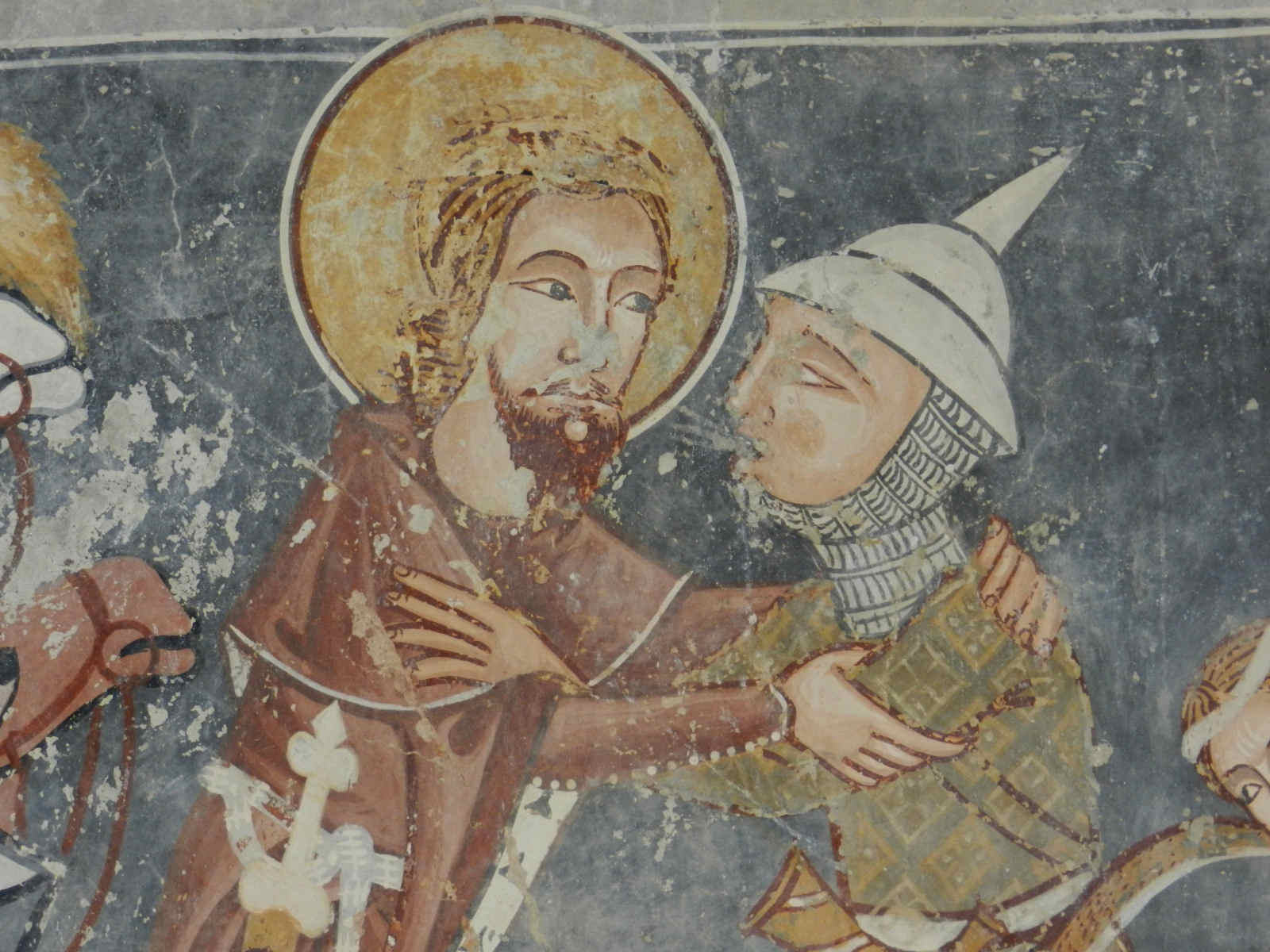
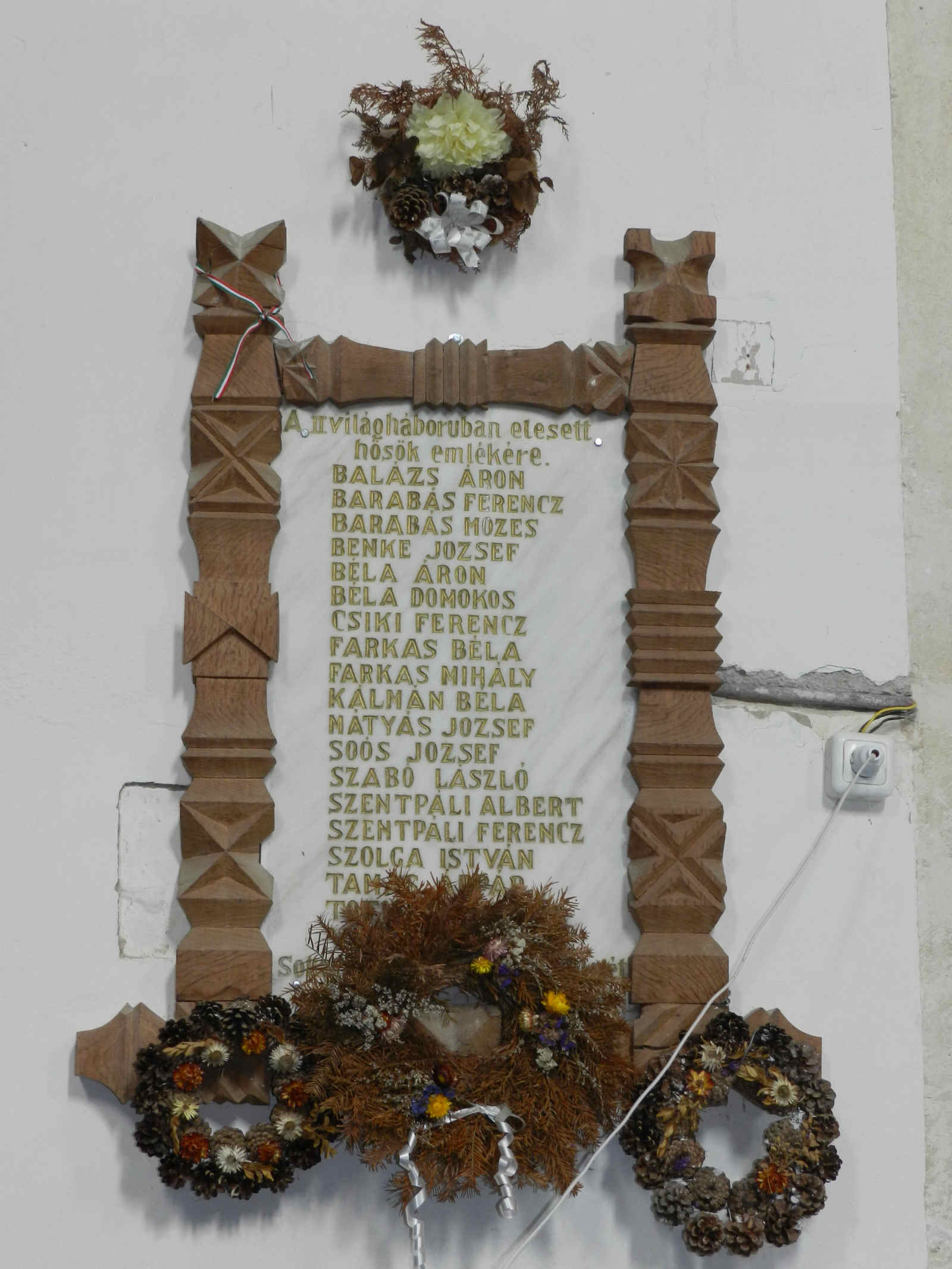

Az unitárius műemlék templom az északi falán Szent László freskóval, tornyában rovásírásos emlékkel
A hosszában települt falu közepén az országúttól keletre, egy dombon áll Homoródkarácsonyfalva 13. század végén épült román kori stílusjegyeket magánviselő gótikus műemlék temploma. Plébániaként már az 1333-as pápai tizedjegyzékben is szerepel A kőfallal kerített templomnak megmaradt félköríves záródású, negyedgömb kupolával fedett szentélye és nyugati kapuja az első építési periódusból származik. Déli kapujának kialakítására és ablakainak bővítésére a 14. században kerülhetett sor. Robusztus tornyának építése idején készült az Agnus Dei domborművel díszített nyugati kapu a rajta olvasható évszám alapján 1496-ban. A torony északi fala felső lőrésablakának bélletébe egy korábban épületdíszítő kőként használt rovásírásos követ falaztak be. Még megfejtetlen rovásfelirata a 14-15. században kerülhetett rá. A reformáció után, az 1560-as években a katolikus falu unitárius vallásra tért, a templom is unitárius templom lett. A szentély északi támpillérén bevésett 1646-os és 1649-es évszám került elő, amely talán egy nagyobb helyreállítás évszáma lehet, véleményünk szerint ekkor magasíthatták fel a hajó falkoronáját, és ekkor épülhetett körítőfal is.
1752-ben zsindelyfedésű déli portikusz épült és ekkor készítették a virágosan festett kazettás famennyezetét is. Az unitáriusok 1804–1806 között megmagasították a tornyot, ekkor kapta egyszerű, késő barokk vakolatarchitektúráját.
A freskókról (Szent László-freskó, Jézus születése, a Három királyok hódolata, Szent Ilona): Az erdélyi falképek és festett faberendezéseket felmérő program keretén belül szondát nyitottak a templom északi falán, és egy királyszent arca került felszínre. A freskók feltárására 2006 áprilisának első hetében került sor a Homoródkarácsonyfalváért Alapítvány anyagi támogatásával.  A legkorábbi freskót a diadalív mellett, a padlószinttől cca. 140 cm-re festették meg. Ez részben a mai szószék feletti felület, ahol egy nagyon szabálytalan keretezésen belül Jézus születése jelenetének lehetünk tanúi.
Újabb kifestésre a 14-15. század fordulóján kerülhetett sor. Szintén az északi falon, közvetlenül az eredeti falkorona magasságában ábrázolták Szent László kerlési csatáját (1068), amely Szent László-legendaként vonult be a köztudatba. Az első jelenete a ritkán ábrázolt “kihallgatás”. Itt a trónon ülő szent király előtt egy fél térdre ereszkedő bajuszos alak látható. Közvetlenül mellette egy Váradot szimbolizáló stilizált épület kapujában áll az áldásra emelt kezű püspök. A csatajelenet két részre oszlik. Szent László a forgatag közepén, amint bárdjával lesújt az egyik lova nyakát átölelő kunra. Az 1853-ban készített új ablak megsemmisítette az üldözési jelenet egy részét; Szent László alakja teljesen elveszett, csupán a menekülő kunt átjáró lándzsája látható ma már az ablaktól keletre eső felületen. A visszafelé nyilazó kun és az elrabolt lány alakja teljes épségében maradt fenn. A birkózási jelenetben Szent László viselete megváltozik. Vértje helyett, vörös színű, bő ujjú, hermelin szegélyű vörös ruhát visel, fejéről is hiányzik a sisak, csak korona látható rajta. A lefejezés jelenete teljes egészében megegyezik a gelencei és a ma már csak Huszka József rajzaiból ismert homoródszentmártoni jelenettel. Az újabb függőleges osztás után található a pihenési jelenet. A freskó színeinek intenzitása alig változott az évszázadok során, ma is eredeti pompájában tárul elénk.
Az utolsó középkori kifestésre feltételezésünk szerint az 1496-ban történt toronyépítés idején kerülhetett sor. Ekkor nemcsak a belső teret, hanem a tornyon fennmaradt nyomok alapján úgy véljük, hogy az egész homlokzatot díszíthették. A torony ismert festése nem figurális ábrázolás, hanem a sarkokat kihangsúlyozó sarokarmírozás és ablakkeretezés.
E korszak belső falképei közül teljes felületen eddig csak a hajóban találhatót tártuk fel. Itt egy gazdag ornamentális kerettel övezett három királyok hódolatát, illetve Szent Ilonát ábrázoló freskót találtunk.
A kifestett szentély feltárására még nem került sor.
- Képek az unitárius templomról Archiválva 2020. október 27-i dátummal a Wayback Machine-ben
- Fényképek az unitárius templomról, 2011. szeptember 9. Archiválva 2016. április 21-i dátummal a Wayback Machine-ben

### Katolikus templom
Római katolikus templom (Gyulafehérvári Római Katolikus Érsekség, Székelyudvarhelyi Esperesi Kerület)
A homoródkarácsonyfalvi római katolikus templom építésére a 18. század végén került sor. A 18. század első felében (1739) a többségében unitárius falu katolikus híveinek a lelki gondozását a székelyudvarhelyi jezsuiták látták el. 1768-ban vagy 1777-ben hitbeli nézetek okozta villongások következtében került sor a ma álló katolikus templom építésére.  Mind a szentélyt, mind a hajót gazdag rokokó stukkó díszíti, ahol a hajó középső sugaras motívumán tükörírásban az 1785-ös évszám jelenik meg. Korának egyik legjobb színvonalú alkotásának hordozója is, különleges. Nem csapos gerendafödémre és nádazásra mintázták, hanem egymástól 10–15 cm-re elhelyezett tölgyfa gerendákat léceztek be alulról, majd e sűrű lécezést vakolták. Szentélyének négykaréjos keretében Krisztus monogram látható, a többi felületet pedig dúsan burjánzó, helyszínen, vakolatból mintázott rokokó mustrák borítják. Jelenlegi színezése teljesen idegen a 18. századi szokásmódtól, eredetileg valószínűleg fehér volt és csak a plasztika fény- árnyék hatása dominált.
A templomban, illetve a parókián és melléképületeiben értékes berendezési tárgyak, festmények maradtak fenn napjainkig.
A templom főoltárának megcsonkított hátsó fele azt mutatja, hogy másodlagos elhelyezésben került a karácsonyfalvi templomba. Falazott menzáját is vastagon átfestett rokokó stukkók díszítik.
A központi, másodlagosan elhelyezett, Vizitációt ábrázoló olajkép két oldaláról hiányzanak a szobrok. A hajdani szobrok mögötti szárnyornamensek hasonló párdarabjait a Csíki-medence oltárainál, többek között Csíkszenttamáson, Csíkmindszenten és Csíkrákoson láthatjuk. A Vizitáció-kép méretre is nagyobbra sikeredett, és csak megdőjtve fért el a szekrénybe. A főoltár korábbi központi képe a szentély északi falára került. A festmény Máriát ábrázolja a kis Jézussal, angyalok társaságában. A megtévesztő, gyenge minőségű átfestés csak részben követi a korábbi vonalvezetést. Készítési technikáját tekintve a 17. századi oltárépítészetre jellemző megoldás szerint készült: a festett vásznat rászögelték egy hevederekkel megerősített fatáblára. Átfestésekor, a szegnyomok eltüntetésére esetlen, rámát imitáló léceket szegeltek a képre, mely méretét tekintve pontosan illeszkedik az oltárszekrénybe. Feltételezzük, hogy a Sarlós Boldogasszony tiszteletére emelt templomba állított oltáron azért végezték a fentebb említett képcserét, hogy a templom titulusával jobban összhangban legyen. Esetlen improvizáció az oltár oromdíszítése. Az oltár eredeti oromdísze a jobb oldali mellékoltár tetejére került. Ennek közepében Antiochiai Szent Margitot ábrázoló feliratos festmény található a már említett, szokásos 17. századi készítési technikával. A két kiugró szárnyornamens vaskosabb faragása, a puttófejek kiképzése és méretaránya bizonyítja, hogy hajdan a főoltárhoz tartozott. A használatban levő oltáriszentség tartó az utóbbi idők szüleménye. A predella hátsó részén töredékesen még meg van az eredeti tabernákulum hátsó, öt centiméteres szakasza. A kor szokásához híven e díszes kis szekrénykét kékre festették, és csillagokkal díszítették. Az oltáron végzett néhány feltárási, tisztítási próba bizonyítja, hogy a kor divatja szerint az oltár alapszíne fekete volt, míg a faragott díszítései gazdagon aranyozottak, ezüstözöttek és lüszterezettek.
Különös figyelmet érdemel a jobb oldali mellékoltár. Központi szekrényében a Szentháromság kompozíció vászonra festett olajképe nyert másodlagos elhelyezést. A kép alján a következő felirat olvasható:
SS. TRINITAS UNUS DEUS MISERERE ANIMABUS DEFUNCTORUM BENEFACTORUM. 1794.
A C Ö
A 17. századi erdélyi oltárépítészet legkvalitásosabb és legkorábbi darabjai egyikeként tarthatjuk számon. Kutatásaink során az oltár predellájának központi kartusában előkerült 1646-os évszám keltezi az oltár középrészének a keletkezését. A szőlőindával körbefuttatott csavart oszlopok lábazatai, a szárnydíszek szárnyas angyalkás, gyümölcsfüzéres faragványai és a predella oszlopszékeinek, illetve belső kartusának kvalitásos díszítései páratlanok Székelyföld 17. századi oltárépítészetében. A kis méretű oltárkára fekete alapszín és igényesen fémszínezett faragványok jellemzőek. A templom valamennyi faberendezését, a főoltárt, a mellékoltárt, illetve a szószék mellé helyezett, díszes keretbe foglalt Vizitáció-képet, mely korábban oltár tartozéka lehetett, több ízben átfestették. A fehér olajfesték, bronzpor illetve kályhaezüst mázolások alatt ott rejlik az igényes, sötét alapszínű, gazdagon fémszínezett eredeti színezés.
A templom illetve más egyházi melléképületek padlásáról a közelmúltban került elő két, méteres magasságú, hársfából faragott, Szent Miklós és Szent Ágoston püspököket ábrázoló faszobor. A plasztikus drapériadíszítéssel, jellegzetes testtartással komponált püspökszentek feltehetően a reformáció előtti időkből származnak és egy oltár tartozékai lehettek. Az sem kizárt, hogy azzal a gyakori, Székelyföldön sem egyedülálló esettel számolhatunk, hogy egy 17. századi oltárépítményen elhelyezik az épségben fönnmaradt korábbi, reformáció előtti szobrokat. Vászon alapra felhordott károsodott festékrétegük, ha töredékesen is, de a középkori szobrok festési, fémszínezési technikájára utalnak. Az aránylag kevés plasztikai hiánnyal fönnmaradt remek műalkotásokat helyenként átfestették. Az átfestések elsősorban az ezüstözött, lüszterezett felületeket érintették. Feltételezem, hogy a szennyezett, megöregedett lazúrrétegeket próbálták így, gyengébb minőségű fedőfestékekkel felújítani. Szerencsésen fönnmaradt a korábbi, vászonra festett stációképek jelentős része. A provinciális, szerényebb kvalitásban megfestett vászonképek közül négy jobb állapotút a plébánia épületében őriznek, további négy károsodott darabot pedig egy melléképületben. Ezek társaságában más, 17. századi oltártöredékekre bukkantunk. Két különálló, töredékes kis angyalszobrocska került elő, egy hasonló faragású szobor, amit faragott betétbe illesztettek és egy 17. századi oltár oromdíszének vagy predellájának lehetett a tartozéka. Hasonlóképpen itt kallódnak olyan deszkára festett és körbefűrészelt angyalalakok, melyek sajátosságai a székelyföldi oltárépítészetének. Ezeknek, az esetenként szerényebb kivitelű, provinciális festésű és faragású oltárdíszítéseknek művészettörténeti, kultúrtörténeti jelentősége fontos. Olyan korszakról, illetve műtárgyakról nyújtanak információt, melyről hiányosak az ismereteink, mert szinte nyomtalanul elpusztultak. Elég, ha csak a fönnmaradt, 18. századi festett stációképek számára gondolunk.

### Erzsébet-emlékmű
Az unitárius templomot körülvevő falon kívül helyezték el az emlékművet, rajta a felirattal: „Erzsébet nagy királyasszonyunk áldott emléke mindaddig él, míg egy magyar szív dobog. 1904-ben karácsonyfalvi unitárius egyházközség."
Az emlékmű és szövege arról az Erzsébet királynéról szól, akinek nagy szerepe volt a kiegyezés létrejöttében.

### Rovásirás emlék
A homoródkarácsonyfalvi felirat. Az unitárius templom egyik helyreállítási munkálatai közben derült ki, hogy a már korábban is ismert, de megnyugtatóan máig sem értelmezett rovásfelirat az épület egyik béllettöredékén sokkal régebbi, mint azt eddig feltételezték. A feliratos kő ugyanis az 1496 -ra keltezhető késő gótikus templomtoronyba épült be, mégpedig úgy, hogy a betűk „fejjel lefelé” néztek. Érthető, hogy a kutatók is erre az időpontra datálták az írást. Mostanra viszont nyilvánvalóvá vált, hogy a béllettöredék eredetileg egy elbontott román kori kapu része volt, és csak a templom átépítésekor került a toronyba. Következtetésképp valamikor a 13. század körül véshették bele a rovásírásos feliratot. Korban hasonló lehetett ehhez az a felirat, amely 1994 -ben került elő a közeli Vargyas lebontott középkori temploma helyén. A betűket egy archaikus formájú, 13 -14. századi keresztelőmedence szélére vésték. A felirat valószínű olvasata: MiHáLyJ:iRTánKöVeT.
A homoródkarácsonyfalvi felirat értelmezése Ráduly János újabb olvasata szerint: "... NeM HiSZeND NeKI / Homoród SZéKeLYI VéSéK." (Beszélő rovásemlékek, 2008, 20-26.)A templom belsejében egy Szent László és a kun vitéz küzdelmét ábrázoló freskóra szintén rákarcoltak egy szót rovásjelekkel: "TATÁR". A felirat mellett az 1625-ös évszám olvasható.

### Dungó-fürdő
2006. augusztus 30.- szeptember 8. között került sor a homoródkarácsonyfalvi fürdőépítő kaláka összehívására és a fürdőhely felépítésére.
A kaláka feladata az egykor híres Dungóferedő újjáélesztése. A tervek szerint a fürdőhely két év alatt épül újra.
A fürdőépítést Hargita Megye Tanácsa, a kistérség-fejlesztési programján keresztül támogatja.
Idén a külső forrásra egy deszkabélésű borvízmedence épült öltöző-vetkező kabinokkal, filagória asztallal és padokkal, szemetessel, illemhellyel, információs táblákkal és szakrális jelekkel. Az idei munkálatok során egyben előkészítették a 2007. évi második lépést is.
A munka mellett esténként előadások, kiállítás, tánctanítás és táncház színesítette a programot.

### Szelídgesztenye-liget
A falu nyugati határában található, 50 gesztenyefából és 150 diófából álló ligetet 1905-ben létesítették.

## Ismert emberek
- Itt született 1929. április 23-án Máthé Balázs villamosmérnök, műszaki szakíró.